# Người tình ánh trăng - Bộ bộ kinh tâm: Lệ
Người tình ánh trăng - Bộ bộ kinh tâm: Lệ (tiếng Hàn: 달의 연인 - 보보경심 려; Hanja: 달의戀人－步步驚心 麗; Romaja: Dar-ui yeon-in - Bobogyeongsim ryeo; McCune–Reischauer: Tar-ŭi yŏnin - Popokyŏngsim ryŏ) là một bộ phim truyền hình Hàn Quốc được chuyển thể từ cuốn tiểu thuyết Bộ Bộ Kinh Tâm của nhà văn Trung Quốc Đồng Hoa. Bộ phim bắt đầu lên sóng từ ngày 29 tháng 8 năm 2016 trên kênh SBS vào mỗi thứ Hai, thứ Ba lúc 22:00 (KST) với độ dài 20 tập.

## Nội dung chính
Hae Soo (IU thủ vai) là một cô gái thời hiện đại. Cô nhảy ra giữa dòng sông để cứu đứa bé nhưng không kịp leo lên thuyền khi xảy ra nhật thực và bị xuyên không về thời Cao Ly và gặp được các vương tử Wang So (Lee Jun Ki thủ vai), Wang Wook (Kang Ha Neul thủ vai), Wang Jung (Ji Soo thủ vai) cùng một số vương tử khác. Tình yêu, tình bạn và sự tranh quyền đoạt vị cũng diễn ra rất nhanh chóng. Câu chuyện kết thúc trong nước mắt, theo đúng nguyên tác.

## Dàn diễn viên

### Diễn viên chính
- Lee Joon-gi vai Tứ vương tử, Wang So[7]
- Lee Ji-eun vai Hae Soo[7]
- Kang Ha-neul vai Bát vương tử, Wang Wook

### Diễn viên phụ

#### Hoàng tộc
- Hong Jong-hyun vai Tam vương tử, Wang Yo
- Yoon Sun-woo vai Cửu vương tử, Wang Won
- Byun Baek-hyun vai Thập vương tử, Wang Eun
- Nam Joo-hyuk vai Thập tam vương tử, Baek-Ah
- Ji Soo vai Thập tứ vương tử, Wang Jung
- Jo Min Ki vai Vua Cao Ly Thái Tổ - Wang Geun
- Kim San Ho vai Thế tử Wang Mu
- Park Ji Young vai Thái Hậu Yoo, mẹ của Tam hoàng tử Wang Yo, Tứ hoàng tử Wang So và Thập tứ hoàng tử Wang Jung
- Jung Kyung-soon vai Thái Phi Hwang-bo, mẹ của Bát vương tử Wang Wook và công chúa Yeon Hwa
- Kang Han-na vai công chúa Hwangbo Yeon-hwa, muội muội ruột của Wang Wook
- Park Si Eun vai Myeong Yi (vợ của Bát vương tử, chị họ của Hae Soo)
- Seohyun vai Woo Hee, công chúa cuối cùng của Hậu Bách Tế[8]
- Z.Hera vai Park Soon Duk con gái của đại tướng quân Park Soo Gyeong, vợ của Thập vương tử Wang Eun
- Park Jung-hak vai Wang Sik-ryeom, anh kế của Quốc Vương
- Kim Kang Il vai Phu nhân họ Kang, dưỡng mẫu của Tứ vương tử Wang So
- Seo Eun Sol - Con gái Hae Soo và Wang So

#### Quan lại và Hầu cận
- Kim Sung Kyun vai khâm thiên giám Choi Ji Mong
- Sung Dong Il vai đại tướng quân Park Soo Kyung, cha Soon Duk
- Woo Hee-jin vai Thượng cung Oh Su Yeon
- Jin Ki-joo vai Chae Ryung, người hầu cận bên cạnh Hae Soo
- Choi Byeong-mo vai Park Yeong-gyoo, Nhạc phụ của Tam vương tử
- Nam Sung-joon

## Nhạc phim
| STT | Nhan đề                                      | Trình bày            | Thời lượng |
| --- | -------------------------------------------- | -------------------- | ---------- |
| 1.  | "For You" (너를 위해)                        | Chen Baekhyun Xiumin | 3:18       |
| 2.  | "Say Yes"                                    | Loco Punch           | 3:46       |
| 3.  | "I Love You, I Remember You" (사랑해 기억해) | I.O.I                | 4:05       |
| 4.  | "Forgetting You" (그대를 잊는다는 건)        | Davichi              | 3:12       |
| 5.  | "All with You"                               | Taeyeon              | 3:54       |
| 6.  | "Can You Hear My Heart" (내 마음 들리나요)   | Epik High Lee Hi     | 4:08       |
| 7.  | "A Lot Like Love" (사랑인 듯 아닌 듯)        | Baek Ah-Yeon         | 3:23       |
| 8.  | "Confess" (고백합니다)                       | SG Wannabe           | 3:40       |
| 9.  | "Will Be Back" (꼭 돌아오리)                 | Im Sun-hye           | 3:25       |
| 10. | "My Love" (내 사랑)                          | Lee Hi               | 3:40       |
| 11. | "Wind" (바람)                                | Jung Seung-hwan      | 3:38       |
| 12. | "Be with You"                                | Akdong Musician      | 3:06       |
| 13. | "Goodbye" (안녕)                             | Im Do-hyuk           | 4:28       |
| 14. | "The Prince"                                 | Nhiều nghệ sĩ        | 2:02       |
| 15. | "Agonal Howl"                                | Nhiều nghệ sĩ        | 2:56       |
| 16. | "Haesoo"                                     | Nhiều nghệ sĩ        | 2:05       |
| 17. | "Wraith"                                     | Nhiều nghệ sĩ        | 2:29       |
| 18. | "One for Me"                                 | Nhiều nghệ sĩ        | 2:40       |
| 19. | "Wing of Goryeo"                             | Nhiều nghệ sĩ        | 4:32       |
| 20. | "Appassionata"                               | Nhiều nghệ sĩ        | 2:11       |
| 21. | "Vendetta"                                   | Nhiều nghệ sĩ        | 1:53       |
| 22. | "Be Your Love"                               | Nhiều nghệ sĩ        | 2:55       |
| 23. | "Gesture of Resistance"                      | Nhiều nghệ sĩ        | 4:39       |
| 24. | "Love of Haesoo"                             | Nhiều nghệ sĩ        | 3:00       |
| 25. | "Pastoral Morning"                           | Nhiều nghệ sĩ        | 2:45       |
| 26. | "Great Nebula"                               | Nhiều nghệ sĩ        | 4:03       |
| 27. | "The Sorrow of Prince"                       | Nhiều nghệ sĩ        | 2:28       |
| 28. | "Battle Bobo"                                | Nhiều nghệ sĩ        | 2:28       |

### Vị trí trên bảng xếp hạng
| Tựa đề                                         | Năm  | Vị trí cao nhất | Doanh số            | Ghi chú |
| Tựa đề                                         | Năm  | Hàn Quốc Gaon   | Doanh số            | Ghi chú |
| ---------------------------------------------- | ---- | --------------- | ------------------- | ------- |
| "For You" (Chen, Baekhyun, Xiumin (EXO))       | 2016 | 5               | - Hàn Quốc: 597.426 | Phần 1  |
| "Say Yes" (Loco, Punch)                        | 2016 | 15              | - Hàn Quốc: 274.375 | Phần 2  |
| "I Love You, I Remember You" (I.O.I)           | 2016 | 30              | - Hàn Quốc: 124.584 | Phần 3  |
| "Forgetting You" (Davichi)                     | 2016 | 8               | - Hàn Quốc: 420.017 | Phần 4  |
| "All With You" (Taeyeon (Girls' Generation))   | 2016 | 14              | - Hàn Quốc: 145.189 | Phần 5  |
| "Can You Hear My Heart" (Epik High ft. Lee Hi) | 2016 | 12              | - Hàn Quốc: 254.899 | Phần 6  |
| "A Lot Like Love" (Baek A-yeon)                | 2016 | 25              | - Hàn Quốc: 131.894 | Phần 7  |
| "I Confess" (SG Wannabe)                       | 2016 | 34              | - Hàn Quốc: 49.174  | Phần 8  |
| "Will Be Back" (Sunhae Im)                     | 2016 | 88              | - Hàn Quốc: 23.081  | Phần 9  |
| "My Love" (Lee Hi)                             | 2016 | 19              | - Hàn Quốc: 151.632 | Phần 10 |
| "Wind" (Jung Seung-hwan)                       | 2016 | 49              | - Hàn Quốc: 80.613  | Phần 11 |
| "Be With You" (Akdong Musician)                | 2016 | 20              | - Hàn Quốc: 146.815 | Phần 12 |

| Tựa đề                              | Thông tin                                                                         | Vị trí cao nhất | Doanh số                                   |
| Tựa đề                              | Thông tin                                                                         | Hàn Quốc        | Doanh số                                   |
| ----------------------------------- | --------------------------------------------------------------------------------- | --------------- | ------------------------------------------ |
| Moon Lovers: Scarlet Heart Ryeo OST | - Phát hành: 25 tháng 10 năm 2016 - Nhãn đĩa: CJ E&M - Định dạng: CD, tải nhạc số | 12              | - Hàn Quốc: 9.870 - Trung Quốc: 4.966.000+ |

## Tỷ suất người xem
Trong bảng đánh giá dưới đây, màu xanh thể hiện cho đánh giá thấp nhất và màu đỏ thể hiện cho đánh giá cao nhất.
| Tập #       | Ngày phát sóng       | Tỷ suất người xem | Tỷ suất người xem | Tỷ suất người xem | Tỷ suất người xem |
| Tập #       | Ngày phát sóng       | TNmS Ratings      | TNmS Ratings      | AGB Nielsen       | AGB Nielsen       |
| Tập #       | Ngày phát sóng       | Toàn quốc         | Vùng thủ đô Seoul | Toàn quốc         | Vùng thủ đô Seoul |
| ----------- | -------------------- | ----------------- | ----------------- | ----------------- | ----------------- |
| Đặc biệt I  | 27 tháng 8 năm 2016  | 3,7%              | 4,2%              | 4,1%              | 4,0%              |
|             |                      |                   |                   |                   |                   |
| 1           | 29 tháng 8 năm 2016  | 7,9%              | 9,1%              | 7,4%              | 8,0%              |
| 2           | 29 tháng 8 năm 2016  | 8,9%              | 10,0%             | 9,3%              | 10,4%             |
| 3           | 30 tháng 8 năm 2016  | 7,1%              | 7,8%              | 7,0%              | 8,0%              |
| 4           | 5 tháng 9 năm 2016   | 6,1%              | 6,7%              | 5,7%              | 6,3%              |
| 5           | 6 tháng 9 năm 2016   | 6,2%              | 6,8%              | 6,0%              | 7,3%              |
| 6           | 12 tháng 9 năm 2016  | 5,1%              | 7,7%              | 5,7%              | 8,2%              |
| 7           | 13 tháng 9 năm 2016  | 5,2%              | 6,4%              | 5,8%              | 7,2%              |
|             |                      |                   |                   |                   |                   |
| Đặc biệt II | 14 tháng 9 năm 2016  |                   |                   | 3,4%              |                   |
|             |                      |                   |                   |                   |                   |
| 8           | 19 tháng 9 năm 2016  | 5,3%              | 5,8%              | 6,9%              | 8,6%              |
| 9           | 20 tháng 9 năm 2016  | 6,1%              | 6,4%              | 6,2%              | 7,9%              |
| 10          | 26 tháng 9 năm 2016  | 6,4%              | 7,4%              | 7,1%              | 8,2%              |
| 11          | 27 tháng 9 năm 2016  | 6,5%              | 6,7%              | 7,5%              | 8,5%              |
| 12          | 3 tháng 10 năm 2016  | 6,8%              | 7,3%              | 7,9%              | 8,8%              |
| 13          | 4 tháng 10 năm 2016  | 7,3%              | 7,5%              | 8,2%              | 9,3%              |
| 14          | 10 tháng 10 năm 2016 | 6,5%              | 7,2%              | 6,8%              | 7,5%              |
| 15          | 11 tháng 10 năm 2016 | 8,7%              | 9,2%              | 8,2%              | 9,2%              |
| 16          | 18 tháng 10 năm 2016 | 5,8%              | 6,2%              | 5,9%              | 6,8%              |
| 17          | 24 tháng 10 năm 2016 | 9,9%              | 10,6%             | 9,8%              | 10,6%             |
| 18          | 25 tháng 10 năm 2016 | 10,7%             | 10,6%             | 10,1%             | 11,2%             |
| 19          | 31 tháng 10 năm 2016 | 9,0%              | 10,1%             | 9,0%              | 9,8%              |
| 20          | 1 tháng 11 năm 2016  | 10,8%             | 11,8%             | 11,3%             | 12,2%             |
| Trung bình  | Trung bình           | 7,32%             | 8,08%             | 7,59%             | 8,63%             |

## Phát sóng quốc tế
▪Bộ phim này được phát sóng cùng lúc trên Youku và Mango TV ở Trung Quốc, LeTV ở Hong Kong, KNTV ở Nhật Bản, ONE TV ASIA ở Malaysia, Singapore, và Indonesia dưới tiêu đề Scarlet Heart và HTV2 ở Việt Nam dưới tiêu đề Người tình ánh trăng.
▪Tại Thái lan, bộ phim được phát sóng trên kênh Channel3 (Thái Lan) với tiêu đề " ข้ามมิติ ลิขิตสวรรค์ "(Kammiti likitsavan)

## Giải thưởng và đề cử
| Năm  | Giải thưởng               | Hạng mục                                               | Đề cử                           | Kết quả   | Ref.          |
| ---- | ------------------------- | ------------------------------------------------------ | ------------------------------- | --------- | ------------- |
| 2016 | Korea Brand Awards        | K-Culture Pride                                        | Moon Lovers: Scarlet Heart Ryeo | Đoạt giải | [ 28 ]        |
| 2016 | SBS Drama Awards          | Top Excellence Award, Actor in a Genre & Fantasy Drama | Lee Joon-gi                     | Đề cử     | [ 29 ] [ 30 ] |
| 2016 | SBS Drama Awards          | Excellence Award, Actor in a Fantasy Drama             | Kang Ha-neul                    | Đoạt giải | [ 29 ] [ 30 ] |
| 2016 | SBS Drama Awards          | Excellence Award, Actor in a Fantasy Drama             | Hong Jong-hyun                  | Đề cử     | [ 29 ] [ 30 ] |
| 2016 | SBS Drama Awards          | Excellence Award, Actress in a Fantasy Drama           | Kang Han-na                     | Đề cử     | [ 29 ] [ 30 ] |
| 2016 | SBS Drama Awards          | Special Acting Award, Actor in a Fantasy Drama         | Kim Sung-kyun                   | Đề cử     | [ 29 ] [ 30 ] |
| 2016 | SBS Drama Awards          | Special Acting Award, Actress in a Fantasy Drama       | Seohyun                         | Đoạt giải | [ 29 ] [ 30 ] |
| 2016 | SBS Drama Awards          | Hallyu Star Award                                      | Lee Joon-gi                     | Đoạt giải | [ 29 ] [ 30 ] |
| 2016 | SBS Drama Awards          | Hallyu Star Award                                      | Lee Ji-eun                      | Đề cử     | [ 29 ] [ 30 ] |
| 2016 | SBS Drama Awards          | Best Couple Award                                      | Lee Joon-gi và Lee Ji-eun       | Đoạt giải | [ 29 ] [ 30 ] |
| 2016 | SBS Drama Awards          | Top 10 Stars Award                                     | Lee Joon-gi                     | Đoạt giải | [ 29 ] [ 30 ] |
| 2016 | SBS Drama Awards          | New Star Award                                         | Byun Baek-hyun                  | Đoạt giải | [ 29 ] [ 30 ] |
| 2016 | SBS Drama Awards          | Idol Academy Award, Best "Drudge"                      | Lee Ji-eun                      | Đoạt giải | [ 29 ] [ 30 ] |
| 2016 | 1st Asia Artist Awards    | Best Star Award, Actor                                 | Kang Ha-neul                    | Đề cử     | [ 31 ]        |
| 2016 | 1st Asia Artist Awards    | Popularity Award                                       | Byun Baekhyun                   | Đoạt giải | [ 32 ]        |
| 2016 | 1st Asia Artist Awards    | Best Rookie Award                                      | Byun Baekhyun                   | Đề cử     | [ 33 ]        |
| 2016 | 1st Asia Artist Awards    | Best Rookie Award                                      | Nam Joo-hyuk                    | Đề cử     | [ 33 ]        |
| 2016 | 1st Asia Artist Awards    | Best Rookie Award                                      | Ji Soo                          | Đề cử     | [ 33 ]        |
| 2017 | 53rd Baeksang Arts Awards | Best New Actress                                       | Kang Han-na                     | Đề cử     | [ 34 ] [ 35 ] |